# Euphorbia parvula
Euphorbia parvula är en törelväxtart som beskrevs av Alire Raffeneau Delile. Euphorbia parvula ingår i släktet törlar, och familjen törelväxter. Inga underarter finns listade i Catalogue of Life.